# 駒ヶ根市立博物館

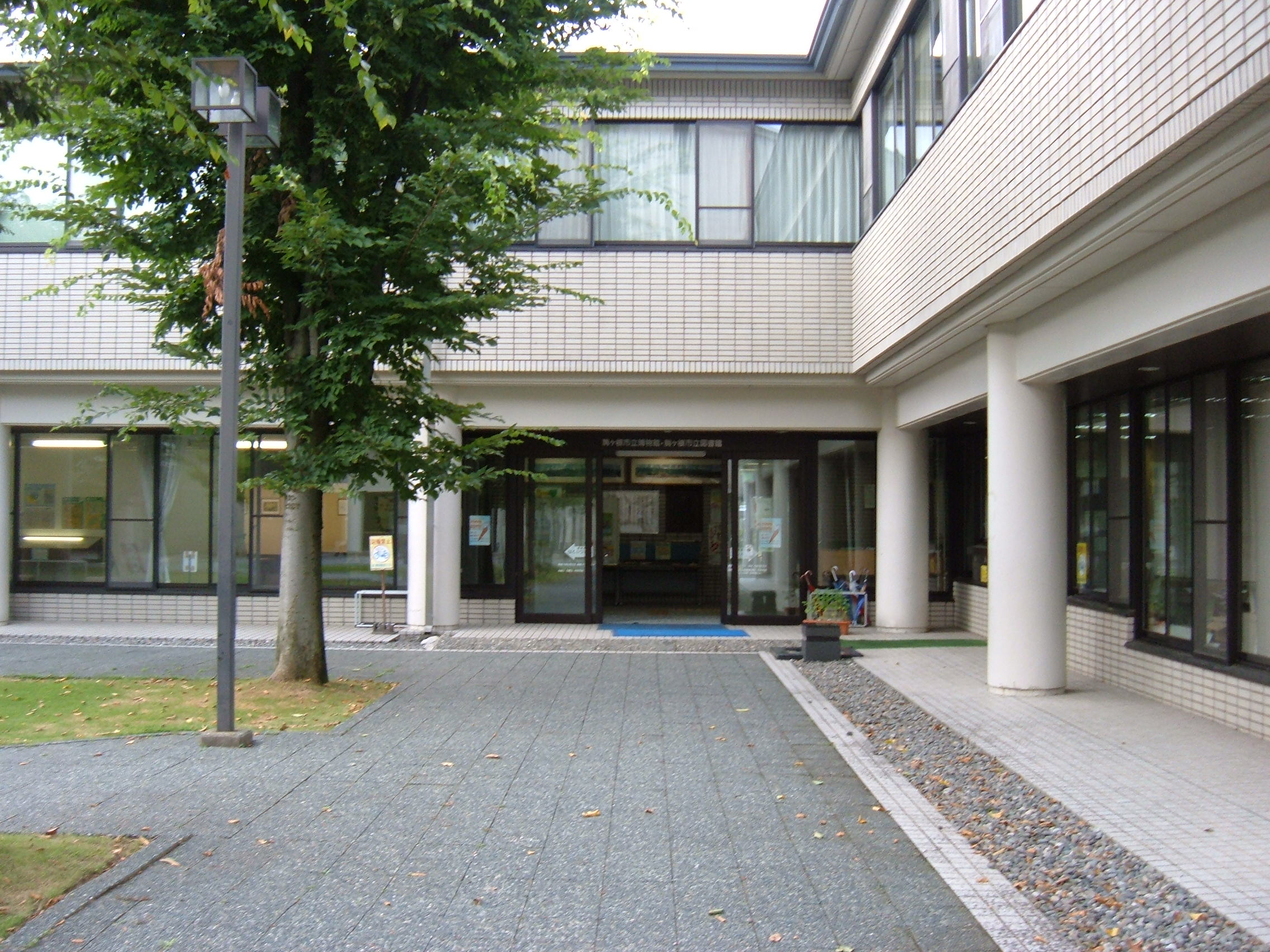
駒ヶ根市立博物館エントランス。駒ヶ根総合文化センター内にあり、駒ヶ根市立図書館とエントランスを共有している。

駒ヶ根市立博物館（こまがねしりつはくぶつかん）は、長野県駒ヶ根市上穂栄町の駒ヶ根総合文化センターにある博物館。
付属施設（附属館）として駒ヶ根市郷土館・駒ヶ根市民俗資料館がある。

## 駒ヶ根市立博物館

### 歴史
東邦亜鉛の社長を務めた実業家の相川道之助から寄付を受け、1952年（昭和27年）4月27日に上伊那郡赤穂町に赤穂郷土博物館が開館した。1954年7月1日には赤穂町・宮田町・中沢村・伊那村が合併して駒ヶ根市が発足し、駒ヶ根市博物館に改称した。1957年には開館から続けられていた光前寺の調査が完了している。1986年（昭和61年）には駒ヶ根総合文化センターが完成し、駒ヶ根市立博物館・駒ヶ根市立図書館が併設された。

### 収蔵品
収集した資料の総数は10万点を超える。建物の床面積は756平方メートルであり、うち展示・陳列室が399平方メートル、収蔵・保管庫が273平方メートル、事務・管理室が54平方メートル、その他が30平方メートル。
郷土作家の書画、埋蔵文化財などの考古資料、赤須町文書、横山家文書、民俗資料、植物標本・きのこ標本・伊那谷産蝶の標本などの自然資料、田中刀匠資料、郷土関係写真等を収蔵している。
- 人文科学資料[2]
  - 近代美術資料72点、考古学資料70,000点、民俗資料270点、民族・人類学資料11,000点
- 自然科学資料[2]
  - 動物資料3点、植物資料1,000点
- 図書類等[2]
  - 図書1,900点、写真206点

## 駒ヶ根市郷土館
駒ヶ根市郷土館（こまがねしきょうどかん）は、長野県駒ヶ根市赤穂にある、駒ヶ根市立博物館の付属施設。

### 歴史
1922年（大正11年）、上伊那郡赤穂村役場として建設された駒ヶ根市役所旧庁舎を、駒ヶ根高原・大沼湖畔に移築したもの。建物は木造2階建ての洋風建築で、外観は近世コロニアル様式、内装は近世ルネサンス様式の特徴が見られる。1971年（昭和46年）、駒ヶ根市役所新庁舎建設に伴い現在地に移築・復元され、1976年（昭和51年）3月30日付けで市の有形文化財に指定された。

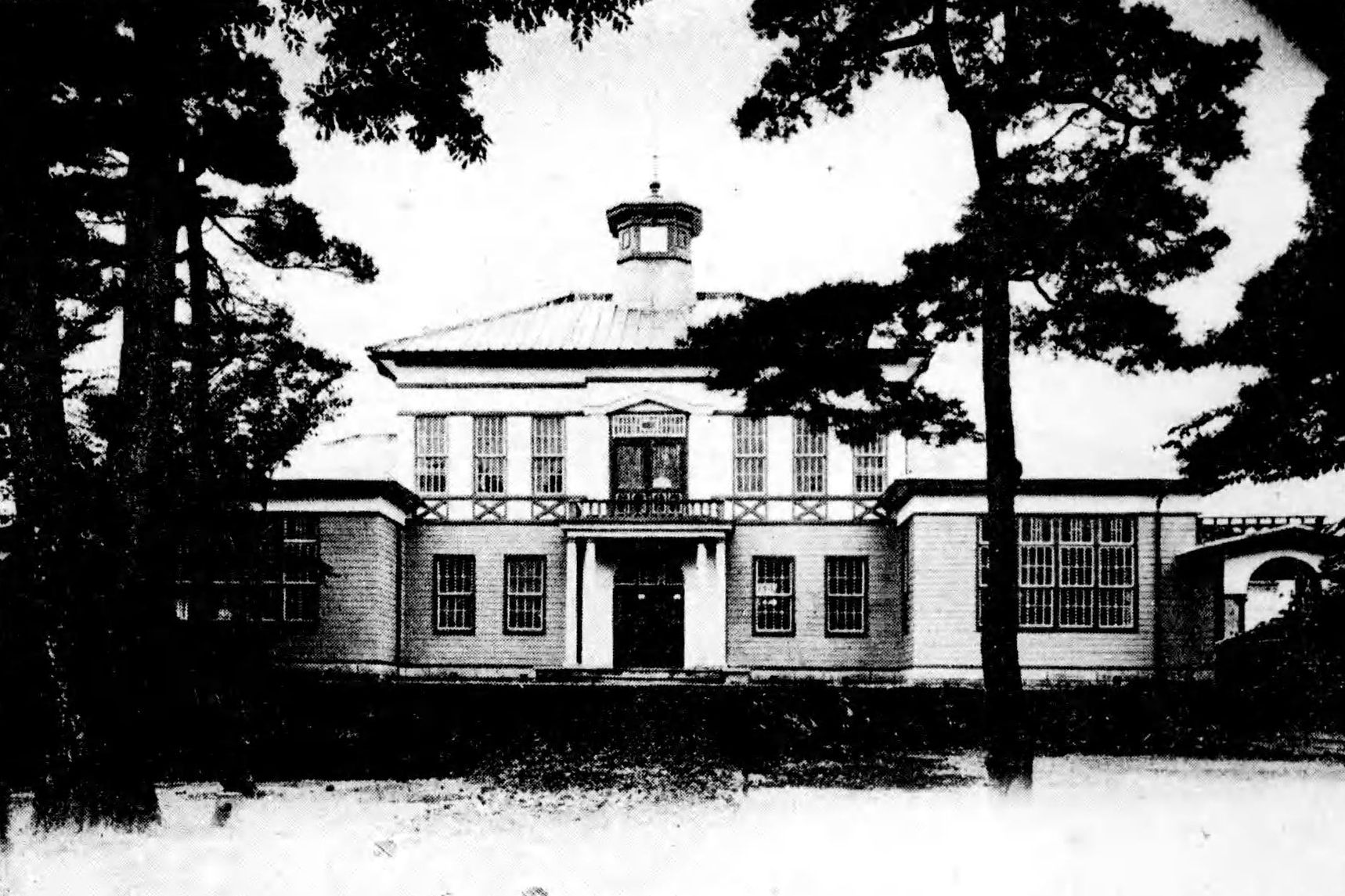
完成当時の赤穂村役場
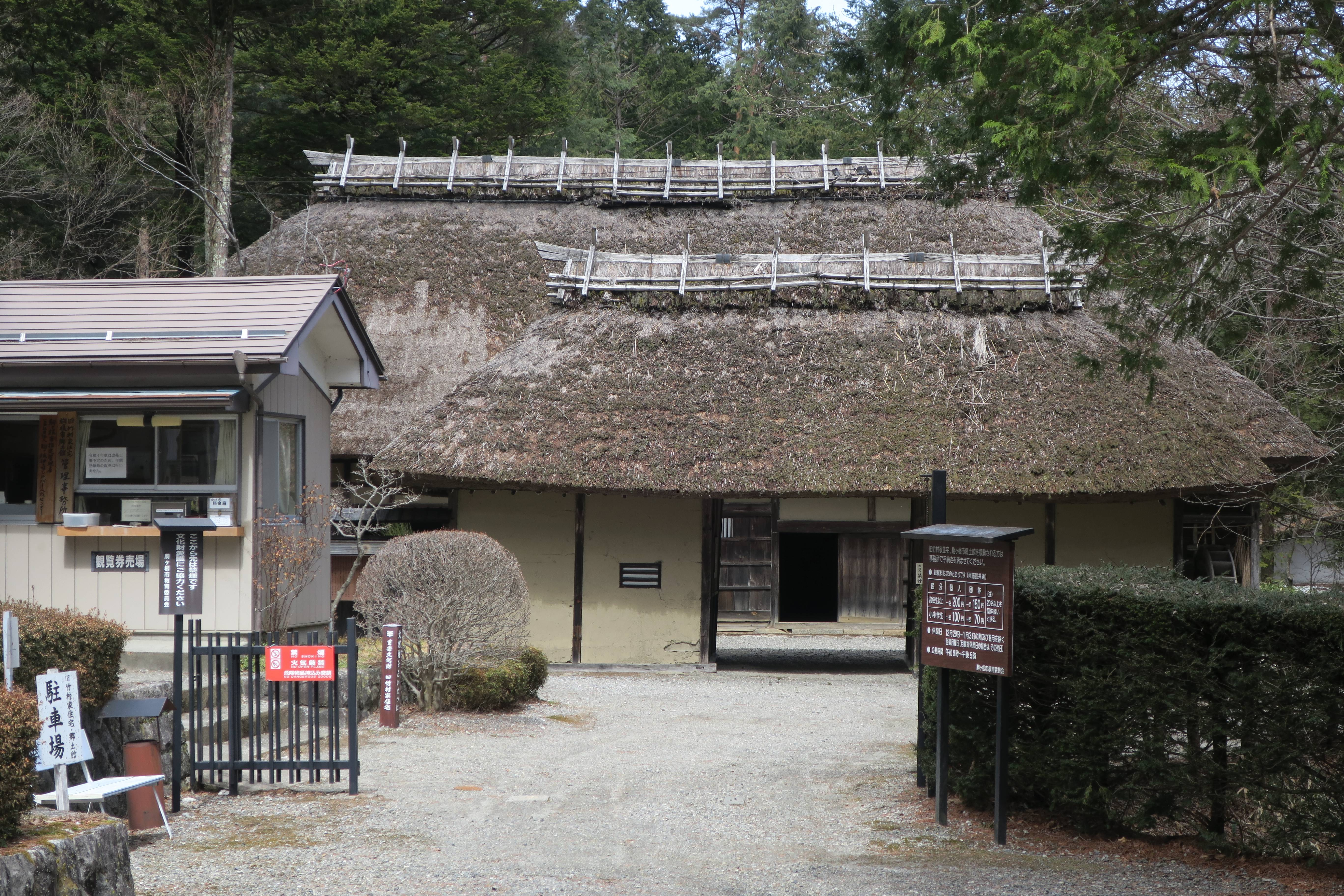
隣接する旧竹村家住宅

## 駒ヶ根市民俗資料館
駒ヶ根市民俗資料館（こまがねしみんぞくしりょうかん）は、長野県駒ヶ根市中沢にある、駒ヶ根市立博物館の付属施設。

### 歴史
1871年（明治5年）に開校した中沢学校（現・駒ヶ根市立中沢小学校）は、1909年（明治42年）に校舎を建設し（この部分は現存せず）、1913年（大正2年）に校舎を増築した（現存）。1972年（昭和47年）には開校100周年記念事業の一環で郷土室を充実させ、また地域ぐるみで郷土資料の収集を行った。1981年（昭和56年）に新校舎が完成すると、旧校舎の一部が駒ヶ根市立博物館の付属施設である駒ヶ根市民俗資料館となった。1991年（平成3年）に屋根の葺き替え、1996年（平成8年）に内装・外装の修繕を行っている。建物は1996年（平成8年）1月24日に駒ヶ根市指定有形文化財となった。

### 収蔵品
敷地面積は1050平方メートル、建物の延床面積は627平方メートルである。展示・陳列室が600平方メートルであり、その他が27平方メートルである。山間部の民家の台所や水車の復元が行われており、山間部の生活を想起させる民具などを収蔵・展示している。数台の機織機、明治から昭和にかけての教科書類などがある。
- 人文科学資料[5]
  - 考古学資料630点、民族資料1,100点、歴史資料130点
- 図書類等[5]
  - 図書2,000点